# Barbara (pel·lícula)
Barbara és una pel·lícula alemanya dirigida per Christian Petzold, estrenada l'any 2012. El film va competir en el 62è Festival Internacional de Cinema de Berlín, el febrer de 2012, on Christian Petzold va guanyar l'Os de Plata a la millor direcció. Ha estat doblada al català.

## Argument

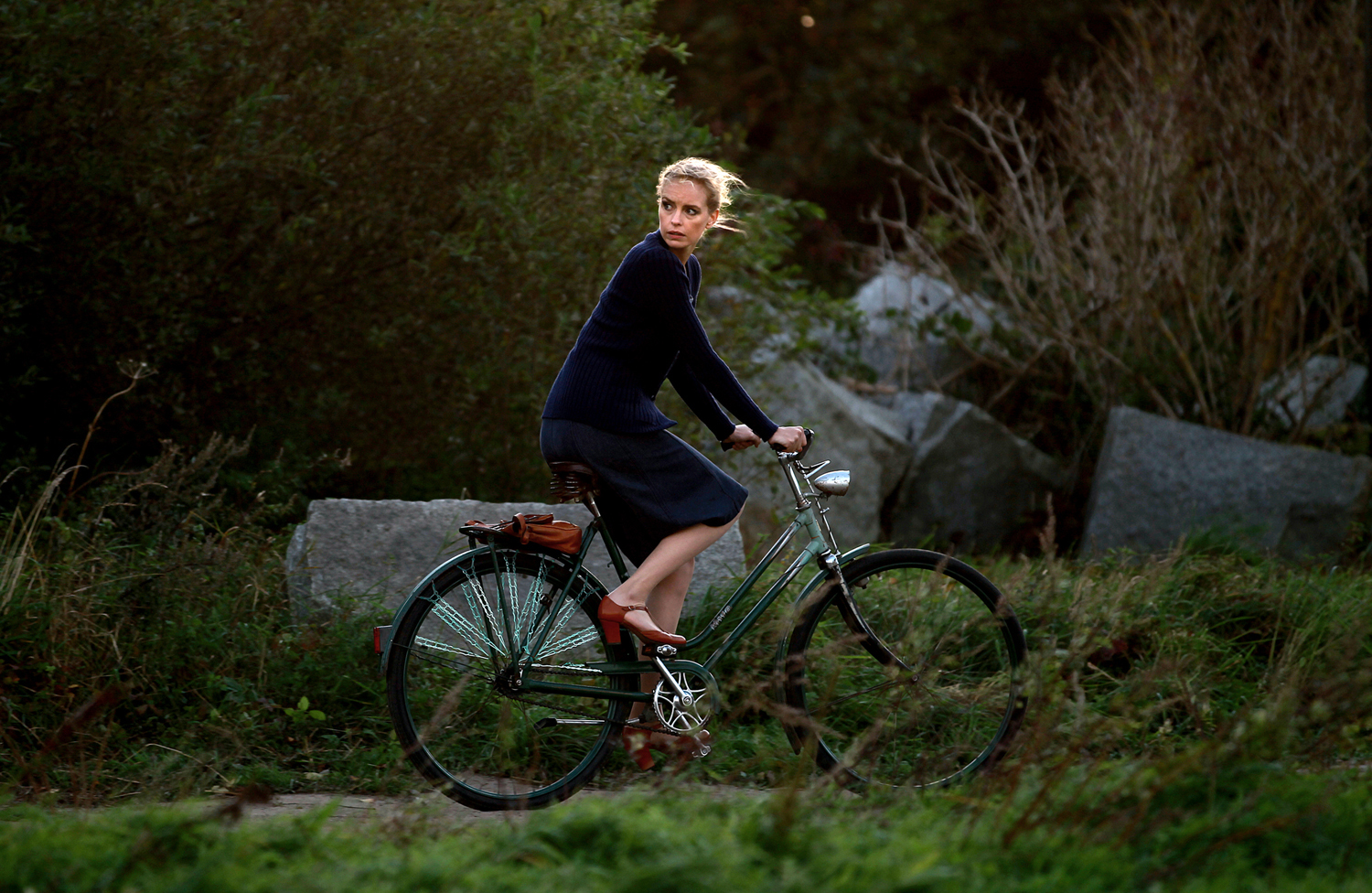
Nina Hoss, en el paper de Barbara

Alemanya Oriental, 1980, la doctora Barbara (Nina Hoss) ha estat traslladada per raons disciplinàries per haver presentat un "Ausreiseantrag", expressant oficialment el seu desig d'abandonar la República Democràtica d'Alemanya. Això posa fi a la seva carrera en ser acomiadada de la seva ocupació en el prestigiós hospital la Charité de Berlín Est, sent enviada a treballar a un petit hospital a les proximitats del Mar Bàltic. Allà treballa a la secció de cirurgia pediàtrica, en un departament dirigit per André Reiser. La Stasi ordena a aquest últim que s'aproximi a ella perquè l'espiï, però ella rebutja els seus intents d'aproximació.

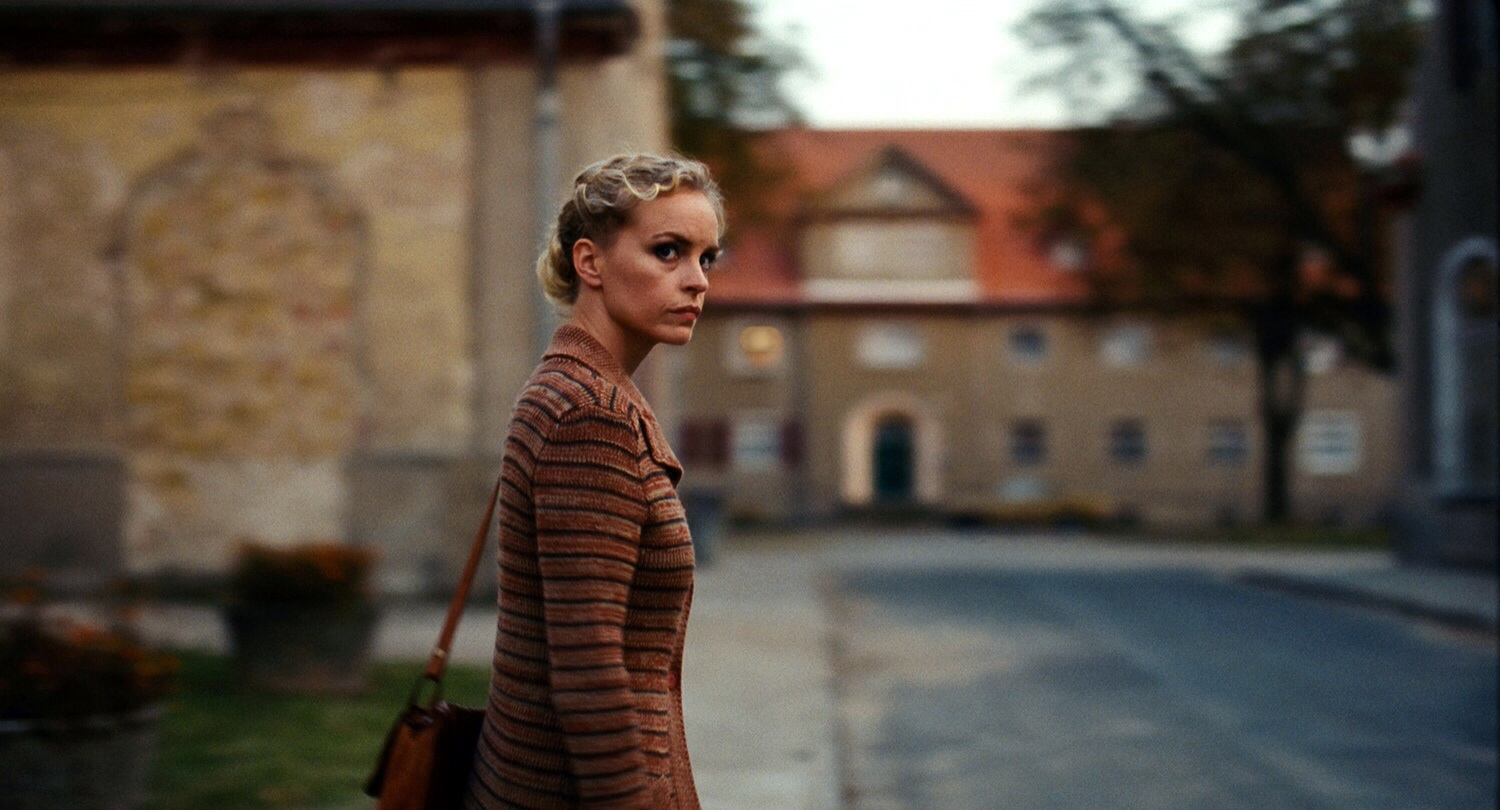
Nina Hoss

Mentrestant Jörg, l'amant de Barbara a Alemanya Occidental, prepara la seva fugida. Alhora, André se sent cada vegada més atret per Barbara. Quan una jove fugitiva anomenada Stella és internada a l'hospital, ella contradiu obertament Reiser, qui pensava que només estava fingint, i descobreix que la nena pateix de meningitis. Ell ho accepta i comença a valorar com ella s'encarrega de Stella. Barbara llegeix a la jove Les aventures de Huckleberry Finn i s'assabenta que Stella ha escapat d'un centre de detenció juvenil, on es va veure obligada a realitzar treballs forçats. Stella està embarassada i somia criar el seu fill a Alemanya Occidental, però, un cop curada, ha de tornar al centre de detenció.
Barbara es veu amb Jörg secretament qui li ofereix a traslladar-se a l'Alemanya de l'Est en lloc de fugir ella per reunir-se amb ell a l'oest. També li diu que no haurà de treballar, perquè és ric. La Stasi castiga Barbara per les hores en què no la va poder trobar, registrant casa seva i sotmetent-la a diverses humiliacions.
Mentre Barbara prepara un pla per arribar a Dinamarca, accepta la invitació de Reiser per sopar, encara que sap que ell haurà d'informar la Stasi. En aquesta ocasió, en rep un regal. El llibre Memòries d'un caçador d'Iván Turguénev i subratlla que aquest llibre conté la història d'un metge. Es besen, però Barbara encara no pot abandonar el seu somni d'anar a Alemanya Occidental.

## Al voltant de la pel·lícula
La pel·lícula va ser estrenada l'11 de febrer de 2012 al 62è Festival Internacional de Cinema de Berlín i l'estrena als cinemes d'Alemanya va tenir lloc el 8 de març de 2012.
L'agost de 2012, Barbara va ser seleccionada com a candidata oficial d'Alemanya sobre una nominació a l'Oscar en la categoria de millor pel·lícula de parla no anglesa. No obstant això, la pel·lícula no va rebre una nominació.

## Repartiment
| Intèrpret          | Personatge                        |
| ------------------ | --------------------------------- |
| Nina Hoss          | Barbara                           |
| Ronald Zehrfeld    | Dr. André Reiser                  |
| Marc Waschke       | Jörg                              |
| Rainer Bock        | oficial de la Stasi, Klaus Schütz |
| Christina Hecke    | Karin                             |
| Claudia Geisler    | infermera Schlösser               |
| Peter White        | estudiant de medicina             |
| Carolin principal  | estudiant de medicina             |
| Deniz Petzold      | Angelo                            |
| Pink Enskat        | conserge Bungert                  |
| Jasna Fritzi Bauer | Stella                            |
| Peer-Uwe Teska     | cambrer                           |
| Elisabeth Lehmann  | jove cambrera                     |

## Premis i nominacions
Premis
- 2012: Os de Plata al millor director per Christian Petzold

Nominacions
- 2012: Os d'Or